# 銛

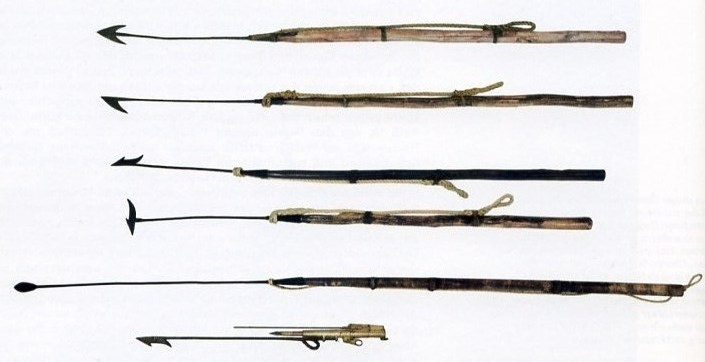
捕鯨用の銛

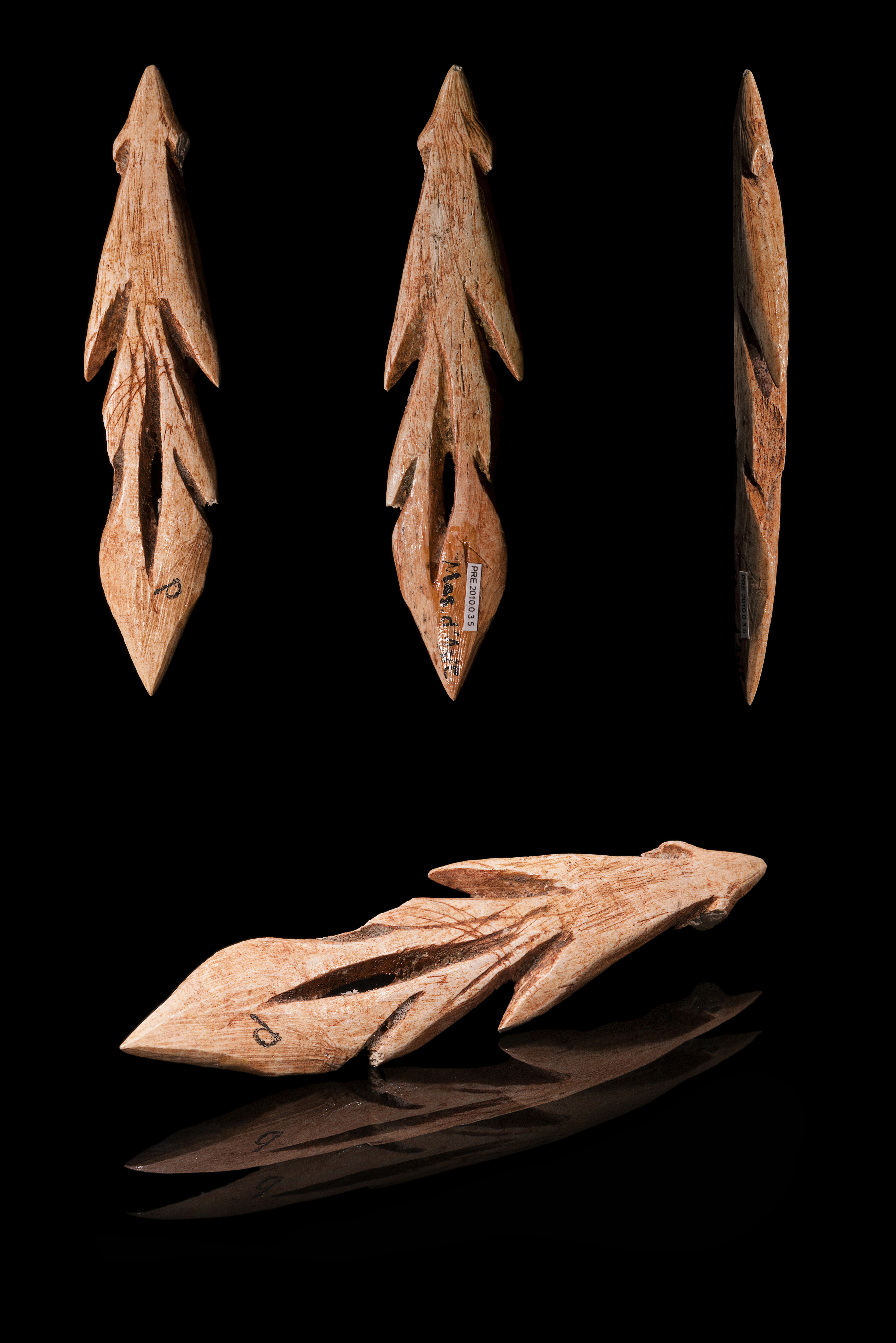
アジール文化（中石器時代）の銛

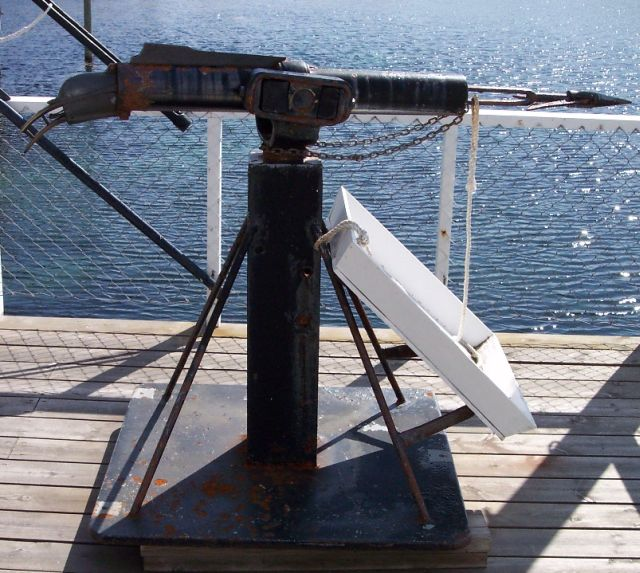
捕鯨砲：沿岸捕鯨用の小型のもの。

銛（もり、英: harpoon）は、大型の魚あるいはクジラなど大型の水生動物の漁で用いられる、槍のような漁具である。先端の金属部は獲物の肉に喰いこんで外れないよう、釣り針のような「あご」（かえし）がつく。また中間部には綱が付いており、対象に突き刺さされば獲物は舟艇と繋がれ、逃げられないよう工夫されている。また、武器として利用されることもあり、歴史的にも分類上も「槍」や「矛」と明確な区別が出来ない物も多く存在する。

## 銛の歴史
ギリシア人の歴史家ポリビウスは著書「歴史」の中で、先端部にさかとげが付いた銛（先端部分は脱着可能）をカジキ漁に利用すると記している。

### 捕鯨
およそ1,000年以上もの間、捕鯨における主要な道具として、先端部に2つのかえしがある「トゥー・フルー・ハープーン」が世界中で利用されていた。一方、北極地方では、これよりも先進的で「トグリング・ハープーン」と呼ばれる、獲物に突き刺さると先端部が回転して肉に食い込み、抜け難くなる銛が用いられていた。19世紀初頭になると「ワン・フルー・ハープーン」と呼ばれる、先端部のかえしがひとつになった銛が発明され、鯨の体から銛が抜け落ちて漁に失敗することが少なくなった。19世紀中ごろには「ルイス・テンプル」または「テンプル・トグル」と呼ばれる鉄製のトグリング・ハープーンが発明された。このルイス・テンプルは広く普及し、すぐに捕鯨に用いる主要な道具として用いられるようになった。右上の捕鯨用の銛の画像のうち中央の2本がこのルイス・テンプルで上が投擲時、下が先端部が回転した状態である。
1860年代に、ノルウェー人のスヴェン・フォインが捕鯨砲（火薬により銛を射出する道具）を発明した。この捕鯨砲と蒸気動力付きのボートの発明は、近代的な商業捕鯨の時代への第一歩となった。現代の捕鯨船には、特にナガスクジラ属の鯨のような、素早く、より力の強い鯨を捕るために捕鯨砲が積載されている。ナガスクジラ属の鯨は、死ぬと海中に沈んでしまうため、従来の手持ち式の銛を投げて殺す方法では鯨体を収容することが不可能であった。
現代用いられている捕鯨用の銛は、船首に取り付けられた捕鯨砲（ほとんど大砲のような代物）と、そこから射出される太いロープに繋がれた巨大な槍から構成される。沿岸捕鯨用の小規模なものは別として、銛の先端部は、水面やクジラの皮層で跳ね返らずに直進して鯨体に貫入するように、弾頭を平らにして摩擦を大きくする形状になっている。さらに、刺さった銛が抜け落ちるのを防ぐため、鯨体内に入ると装てんされた火薬が爆発して鋭いスパイクが開き、銛をクジラの体内に固定する（同時に火薬の爆発でクジラを暴れさせる事無く、素早く致死させる）。そのため、モーターでロープを引くことによって、捕鯨船は船の方へクジラを引き寄せることが可能となっている。
「やす」（簎・矠）との違いは明確ではないが、やすは銛に比べ小型であると言われる。簎も、先端の金属部（多くは鉄製）にはつりばりのような「あご」（かえし）がついているが、先端は2ないし3に分枝し、手に把持して対象物に突き刺す、もしくは、投擲して使用する。